# Paul Lequien
Paul-Louis-Joseph Lequien (ur. 4 września 1872 w Merville, zm. 5 stycznia 1941) – francuski duchowny katolicki, biskup. Święcenia kapłańskie przyjął w 1898 roku, zaś w 1915 został mianowany przez papieża Benedykta XV biskupem diecezji Martyniki. Funkcję tę sprawował aż do śmierci w 1941 roku.